# هفت‌سین (آلبوم)
هفت‌سین یکی از آلبوم‌های محمد اصفهانی است که نسخهٔ اصل این آلبوم دارای ۷ قطعه می‌باشد که در سال ۱۳۸۱ توسط شرکت مشکات با آهنگسازی کامبیز روشن‌روان منتشر شد.

## قطعات
نسخه اورجینال این آلبوم بنابر نام خود آلبوم دارای ۷ قطعه می‌باشد که قطعه اشترخواجو بیکلام است.
زیارت (ملا ممد جان)
- ترانه سرا: حافظ شیرازی فولکلوریک
- آهنگساز: کامبیز روشن‌روان
- تنظیم کننده: کامبیز روشن‌روان
- آهنگ: فولکور افغاستان و شرق ایران
- طول قطعه: ۰۹:۲۴
- شماره ترتیب قطعه در آلبوم: ۱

سلسله جنون
- ترانه سرا: محمد علی چاوشی
- آهنگساز: کامبیز روشن‌روان
- تنظیم کننده: کامبیز روشن‌روان
- آهنگ: برگرفته از مقام سرحدی
- طول قطعه: ۰۷:۱۵
- شماره ترتیب قطعه در آلبوم: ۲

آرام جان
- ترانه سرا: انوری
- آهنگساز: کامبیز روشن‌روان
- تنظیم کننده: کامبیز روشن‌روان
- آهنگ: برگرفته از مقام جمشیدی
- طول قطعه: ۰۶:۰۴
- شماره ترتیب قطعه در آلبوم: ۳

نوایی
- ترانه سرا: طبیب اصفهانی
- آهنگساز: کامبیز روشن‌روان
- تنظیم کننده: کامبیز روشن‌روان
- آهنگ: برگرفته از مقام نوایی
- طول قطعه: ۰۷:۵۵
- شماره ترتیب قطعه در آلبوم: ۴

تمنا
- ترانه سرا: مولانا، رهی معیری
- آهنگساز: کامبیز روشن‌روان
- تنظیم کننده: کامبیز روشن‌روان
- آهنگ: برگرفته از مقام الله مدد
- طول قطعه: ۰۸:۵۶
- شماره ترتیب قطعه در آلبوم: ۵

افسانه
- ترانه سرا: مولانا
- آهنگساز: کامبیز روشن‌روان
- تنظیم کننده: کامبیز روشن‌روان
- آهنگ: برگرفته از مقام تاجیکی
- طول قطعه: ۰۶:۲۵
- شماره ترتیب قطعه در آلبوم: ۶

اَشتر خواجو (بی کلام)
- آهنگساز: کامبیز روشن‌روان
- تنظیم کننده: کامبیز روشن‌روان
- آهنگ: برگرفته از اشتر خواجو
- طول قطعه: ۰۸:۴۳
- شماره ترتیب قطعه در آلبوم: ۷